# 4122 Феррарі
4122 Феррарі (4122 Ferrari) — астероїд головного поясу, відкритий 28 липня 1986 року.
Тіссеранів параметр щодо Юпітера — 3,396.